# José Manuel Molina
José Manuel Molina García est un homme politique espagnol membre du Parti populaire (PP), né le 19 mars 1956 à Madrid.
Il est maire de Tolède entre 1987 et 1991, puis de 1999 à 2007.